# Peter Ibsen
Peter Ibsen (født 1. maj 1950 på Samsø) er en dansk vicepolitikommissær, der fra 2004 til 2013 var formand for Politiforbundet og medlem af bestyrelsen i Statstjenestemændenes Centralorganisation II.
Ibsen er oprindeligt uddannet bankassistent, men blev i 1977 optaget på Politiskolen. I 1980 blev han ansat ved Århus Politi, og allerede i 1984 begyndte han sin faglige karriere som bestyrelsesmedlem i Århus Politiforening. Her blev han formand i 1989 og dermed også medlem af ledelsen i Politiforbundet, som han i 1994 blev næstformand for. Fra 2004 til 2008 var han 1. vicepræsident for Eurocop.